# Groupement interrégional de recherche clinique et d'innovation Sud-Ouest Outre-Mer
 (mars 2014).
Si vous disposez d'ouvrages ou d'articles de référence ou si vous connaissez des sites web de qualité traitant du thème abordé ici, merci de compléter l'article en donnant les références utiles à sa vérifiabilité et en les liant à la section « Notes et références ».

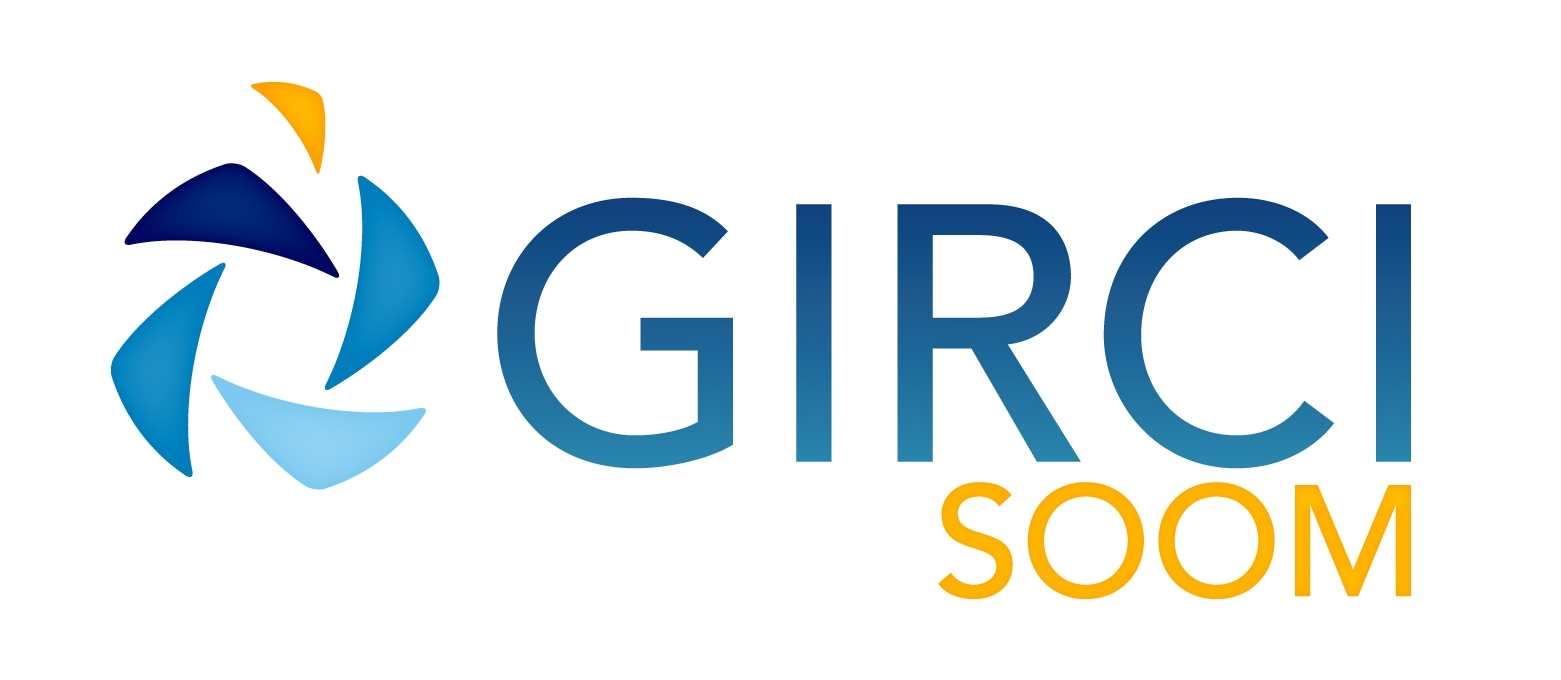
Logo du GIRCI SOOM

Les Délégations interrégionales à la recherche clinique ont été créées en 2005 à la suite d'un appel à projets lancé par la Direction de l'hospitalisation et de l'offre de soin (DHOS) par circulaire no 252 du 26 mai 2005, relative à l'organisation de la recherche clinique et au renforcement des personnels de recherche clinique. Sept DIRC ont alors été créées en France.
La circulaire du 29 juillet 2011 de la Direction générale de l'offre de soins (DGOS) a transformé les DIRC en Groupements interrégionaux de recherche clinique et d'innovation (GIRCI) avec un périmètre étendu à tous les établissements éligibles aux MERRI.

## Missions des GIRCI

### Missions communes
La circulaire DGOS du 29 juillet 2011 attribue un certain nombre de missions aux GIRCI : 
1. La gestion du Programme Hospitalier de Recherche Clinique Interrégional (PHRCI) et l’évaluation des projets financés
2. La formation et l’information des professionnels de recherche clinique
3. L’aide à la réponse aux Appels à Projets européens
4. L’appui à la réalisation des missions promoteur (Assurance qualité, monitoring, vigilance)
5. Le soutien aux établissements sans DRCI
6. La mutualisation des procédures ou des activités avec les cancéropoles
7. La fédération des Unités d’Evaluation Médico-Economique de l’inter-région.

### Missions spécifiques du GIRCI SOHO
Les établissements de l’inter-région ont défini des missions spécifiques pour le GIRCI SOHO :
1. La gestion d’un appel à projets interrégional DOMien (APIDOM) ouvert aux 3 établissements CHU d’Outre-mer
2. La gestion d’une allocation jeunes chercheurs pour favoriser les mobilités au sein de l’inter-région
3. L’accompagnement à la structuration des centres de ressources biologiques des établissements de l’inter-région
4. La mise en place d’un conseil juridique pour les établissements de l’inter-région non pourvus d’une cellule juridique recherche

L’ensemble de ces missions a  fait l’objet d’une convention constitutive signée par l'ensemble des établissements membres du GIRCI.

## Composition du GIRCI SOHO
Depuis 2016, le GIRCI Sud-Ouest Outre-Mer Hospitalier regroupe neuf centres hospitaliers universitaires, un centre hospitalier, et trois centres régionaux de lutte contre le cancer :
- le CHU de Bordeaux (établissement gestionnaire des fonds)
- le CHU de Limoges
- le CHU de Poitiers
- le CHU de Montpellier
- le CHU de Nîmes
- le CHU de Toulouse
- le CHU de Pointe-à-Pitre
- le CHU de Martinique
- le CHU de La Réunion
- le CH de Cayenne
- le CRLCC Institut Bergonié
- le CRLCC Institut régional du cancer de Montpellier
- le CRLCC Institut Claudius-Regaud

## La gouvernance
La gouvernance du GIRCI s’appuie sur un principe de collégialité dans le processus de décision, de gestion des ressources et de détermination des objectifs, comme dans l’évaluation des actions menées. Cette gouvernance est composée de trois organes principaux :
Comité Stratégique
Le Comité stratégique est l’instance décisionnelle du GIRCI. Il est chargé du pilotage stratégique, et s’appuie sur les orientations formulées par les membres du Bureau. Il décide notamment de la répartition des ressources allouées au GIRCI. Il prend connaissance de l’évaluation annuelle rédigée par le Bureau. Il nomme le coordonnateur médical et le coordonnateur gestionnaire du GIRCI, ainsi que le médecin délégué.
Le Comité stratégique comprend, pour chacun des six établissements hospitalo-universitaires du GIRCI et pour les deux CRLCC :
- le directeur général ou son représentant,
- le vice-président « recherche » du directoire,
- le président de la CME ou son représentant,
- le président de l’Université, ou le doyen de l’UFR, ou son représentant,
- à titre consultatif sont associés les coordonnateurs médical et gestionnaire des délégations à la recherche clinique et à l’Innovation (DRCI).

La présidence est tournante tous les deux ans entre les Directeurs Généraux de métropole. Deux vice-présidents sont également nommés : un Directeur général d’Outre-Mer et un Directeur Général de métropole.
Bureau
Le Bureau du GIRCI a pour mission d’assister le Conseil scientifique et d’assurer un rôle d’animation générale du GIRCI. Le Bureau est chargé de préparer pour le Comité stratégique les grands axes du développement du GIRCI, et veille à maintenir une cohérence avec les travaux de chacune des DRCI. Il élabore le programme d’actions soumis chaque année au Comité stratégique.
Il est composé,
Pour le GIRCI :
- Du coordonnateur médical du GIRCI
- Du coordonnateur gestionnaire du GIRCI exerçant au sein de l’établissement gestionnaire des fonds

Pour chaque DRCI :
- du coordonnateur médical et du coordonnateur gestionnaire
- d'un méthodologiste
- d'un pharmacologue
- d'un représentant des cliniciens
- d'un représentant de l’Université
- du vice-président « recherche » du directoire à titre consultatif

Le coordonnateur médical et le coordonnateur gestionnaire, assistés du médecin délégué du GIRCI, sont chargés de la conduite opérationnelle des travaux du GIRCI, en veillant au bon fonctionnement des instances et à la mise en œuvre des décisions prises par le Comité stratégique.
Conseil scientifique
Il met en œuvre la procédure du PHRCI et  organise la sélection des projets soumis à l’APIDOM, en tenant compte des orientations scientifiques et de la politique d’évaluation du GIRCI. Dans sa forme plénière ou restreinte, il procède à la sélection des candidats à l’allocation interrégionale de recherche « Jeunes Chercheurs Hospitaliers ». Il élabore un bilan annuel, en lien avec le Bureau, et évalue chaque année les projets financés aux appels à projets interrégionaux antérieurs.Il comporte des représentants désignés par chacune des DRCI de l’inter-région, selon une répartition définie dans la procédure de l’API. Il est présidé par le coordonnateur médical du GIRCI, qui peut choisir de déléguer cette tâche à l’un des coordonnateurs médicaux des établissements composant le GIRCI, de manière tournante éventuellement. Il se réunit au moins une fois par an.

## Les Appels à projets gérés par le GIRCI SOHO
Le GIRCI SOHO gère plusieurs appels à projets :
- le PHRC Interrégional : mission qui lui est confiée par la circulaire du 29 juillet 2011;
- l'APIDOM et l'Allocation Jeunes Chercheurs, missions confiée par le Comité Stratégique du 22 octobre 2012.
- le ReSPIR : appel à projets en soins primaires
- l'APITHEM: appel à projet thématique
- l'API-K: sous la gouvernance de l'InCA et du canceropôle

### Le PHRC Interrégional
Le PHRCI est la déclinaison du PHRC (Programme Hospitalier de Recherche Clinique) au niveau interrégional. Des fonds sont alloués par le ministère de la santé chaque année aux projets ayant été au préalable sélectionnés par un Conseil scientifique interrégional selon leur qualité scientifique et leur faisabilité.
Il est ouvert à des projets pouvant appartenir à toutes les thématiques à l’exception du VIH et des hépatites (VHB et VHC). En 2014 le budget par projet est plafonné à 300 000 €. Pour la première fois, les projets cancer sont éligibles au PHRCI. Les projets faisant intervenir une collaboration entre plusieurs centres hospitaliers (CHU et CH) de l'Inter-région sont encouragés.

### L'APIDOM
L’Appel à projets interrégional DOMien « APIDOM » créé dans le cadre du GIRCI SOOM est réservé aux trois établissements d’Outre-Mer (CHU de Martinique, CHU de Pointe-à-Pitre, CHU de La Réunion) et porte sur quatre thématiques spécifiques définies en commun par ces établissements. Cet Appel à projets, indépendant du Programme Hospitalier de Recherche Clinique interrégional, est soumis à des règles similaires permettant la sélection de projets de grande qualité scientifique par le Conseil scientifique interrégional.
Pour la période 2012-2013 les thématiques retenues sont :
- Diabète métabolisme nutrition maladies cardiovasculaires
- Périnatalité
- Maladies infectieuses et émergentes
- Maladies neurologiques, neuro dégénératives et neuro inflammatoires.

Cet APIDOM était doté pour 2013 d’une enveloppe de 300 000€. Le budget maximal par projet est fixé à 50 000€, surcouts DOMiens compris.

### L'Allocation Jeunes Chercheurs
L'Allocation Interrégionale de Recherche Jeunes Chercheurs Hospitaliers est ouverte aux jeunes chercheurs hospitaliers désirant compléter leur formation et s’investir en recherche clinique au sein d’un service clinique ou d’une structure dont l’activité de recherche clinique est clairement identifiée, et qui soit éventuellement adossé à une équipe de recherche labellisée. Le service ou la structure se situe dans un autre établissement de l’inter-région, ce qui peut permettre le cas échéant de valider la mobilité requise pour la poursuite d’une carrière hospitalo-universitaire. Pendant la durée de l’allocation (un an, éventuellement fractionnable en deux fois six mois), leur activité de recherche clinique sera accomplie à temps plein.
Ce complément de formation à la recherche clinique pourra le cas échéant se faire dans le cadre d’une formation diplômante (Master 2, thèse de doctorat de 3e cycle (PhD),…). Pendant cette année de financement, le lauréat participera de façon active à une ou plusieurs études institutionnelles en cours (le cas échéant un projet financé par l’Appel à Projets Interrégional). Il sera encouragé à construire de nouveaux projets déposés dans le cadre de l’appel à projets interrégional ou national du Programme Hospitalier de Recherche Clinique (PHRC).
Une évaluation sera faite en  fin d’allocation pour bilan de l’année et évaluation des perspectives futures du candidat. Pour l’année 2013-2014, le financement sera assuré dans la limite de 70 000 € annuel.